# Władysława Życka
Władysława Życka (ur. w Życkiszkach, zm. 13 listopada 1928 w Wilnie) – polska pisarka, publicystka, nauczycielka i działaczka oświatowa.

## Życiorys
Była córką Józefa Życkiego i Pelagii z Radziszewskich. Jej siostrą była Ludwika Życka, także pisarka i publicystka. Dzieciństwo spędziła w majątku ojca Życkiszki pod Rosieniami, gdzie prowadziła tajną szkółkę dla dzieci chłopskich. W 1905 zamieszkała w Wilnie.
W trakcie I wojny światowej prowadziła tanie kuchnie w ramach Polskiego Towarzystwa Pomocy Ofiarom Wojny. Pracowała w archiwum miejskim i należała do Komitetu Pań.
Była sekretarką i członkinią zarządu koła Związku Ludowo-Narodowego w Śnipiszkach. Należała do Chrześcijańskiego Stowarzyszenia Nauczycielskiego, gdzie prowadziła ognisko i czytelnię. Zorganizowała w Wilnie oddział Stowarzyszenia Młodzieży Żeńskiej „Młoda Polka” i została jego prezeską oraz członkinią Rady Związku Wileńskiego. Należała do Narodowej Organizacji Kobiet w Wilnie, gdzie była członkinią zarządu i przewodniczyła Sekcji Oświatowej. Była członkinią Stronnictwa Narodowego i redakcji „Dziennika Wileńskiego”. Należała do Syndykatu Dziennikarzy Wileńskich. Była członkinią zwyczajną Towarzystwa Przyjaciół Nauk w Wilnie.
Zmarła w nocy 13 listopada 1928 w klinice na Antokolu. Została pochowana 15 listopada na cmentarzu Wojskowym na Antokolu.